# Aldabra
Aldabra, és el segon atol de corall més gros del món, es troba en el Grup Aldabra d'illes de l'oceà Índic que formen part de l'estat de les Seychelles. Estan deshabitades i extremament aïllades. Virtualment estan intocades pels humans i tenen una fauna particular com la tortuga gegant d'Aldabra. Són Patrimoni de la Humanitat segons designació de la UNESCO.

## Història

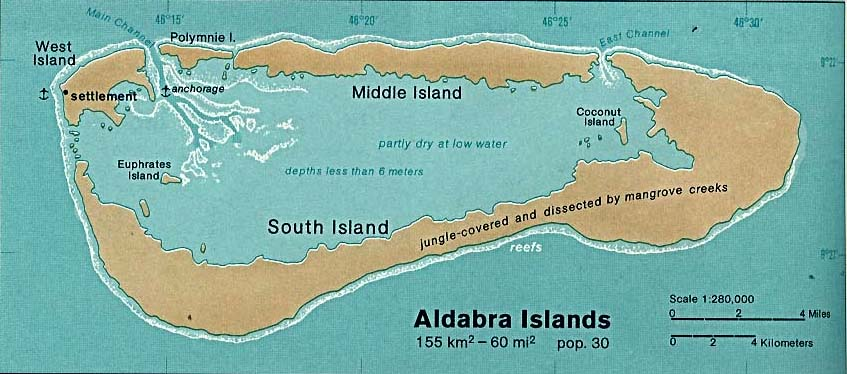
Mapa de l'atol d'Aldabra

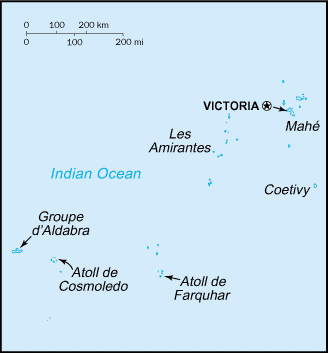
Mapa de les Seychelles

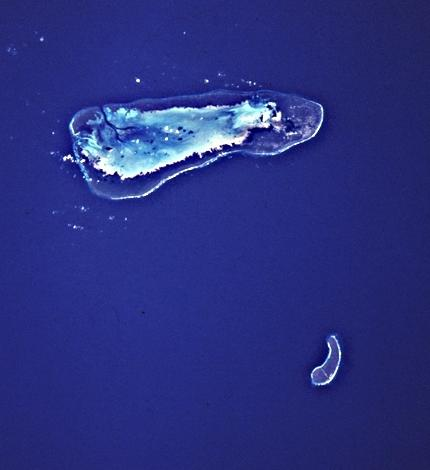
Aldabra i illa Assumption

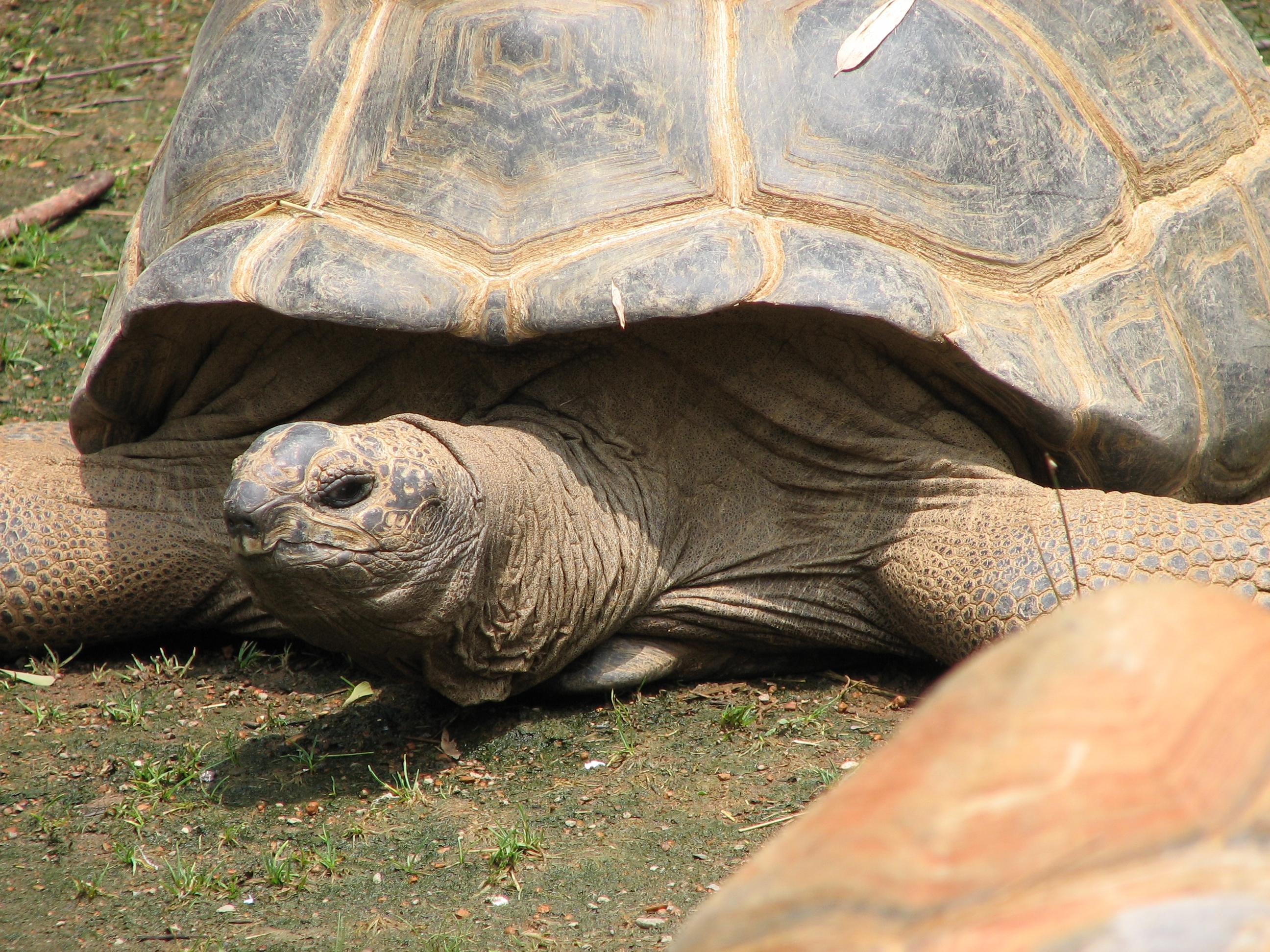
Tortuga d'Aldabra

Aldabra va ser visitada pels portuguesos el 1511. Els àrabs ja les coneixien i de l'àrab prové el seu nom. A partir del segle xvii van formar part de la colònia francesa de Réunion, i s'hi van capturar tortugues.
El 1810 van passar a ser possessió de Gran Bretanya, però anys després tornaren a França. Cap a 1900 les tortugues, que es van caçar intensament, es van gairebé extingir.

## Geografia
Aldabra és un atol emergit a més de 700 milles de Mahé l'illa principal de les Seychelles i està més a prop de les costes africanes i a unes 265 milles de Madagascar i de Comores. Les seves coordenades són: 9° 24′ S, 46° 22′ E / 9.400°S,46.367°E.
L'atol es troba auns 8 metres per sobre del nivell del mar i ocupa una superfície de 155,4 km². la llacuna fa 224 km². L'atol consta de quatre illes: South Island (Grand Terre, 116.1 km²), Malabar o Middle Island (26.8 km²), Polymnieli o Polymnie Island (4.75 km²) i Picard o West Island (9.4 km²). A més hi ha unes 40 illes menors.
Les illes són de roques calcàries i platges de sorra de corall.

## Flora
Aldabra té moltes plantes endèmiques. Les parts altes estan cobertes d'espècies del gènere Pemphis, arbusts litorals i les parts baixes, on viuen les tortugues, són una mescla d'arbres, arbusts herbes i gramínies.

## Fauna
Hi ha la població més gran del món de tortuga gegant d'Aldabra (Dipsochelys dussumieri), amb uns 150.000 individus. També hi ha el cranc dels cocoters (Birgus latro), que és el cranc de terra més gros del món, taurons martell, mantes, barracudes i tortugues marines. El predador principal és el cocodril Aldabrachampsus. Entre els ocells Dryolimnas. A més dues espècies de ratpenats: Paratriaenops pauliani i Pteropus aldabrensis.

## Llista d'illes més petites a la llacuna
| - Île aux Cendres - Île Michel (Coconut Island) - Île Esprit (Euphrates Island) - Île Moustiques - Îlot Parc - Îlot Emile - Îlot Yangue - Îlot Dubois - Île Lanier - Champignon des Os - Euphrate - Grand Mentor - Grand ÎIot - Gros ÎIot Gionnet - Gros ÎIot Sésame | - Heron Rock - Hide Island - Île aux Aigrettes - Île aux Cèdres - Îles Chalands - Île Fangame - Île Héron - Île Michel - Île Suacco - Île Sylvestre - Île Verte - Îlot Déder - Îlot du Sud - Îlot du Milieu | - Îlot du Nord - Îlot Macoa - Îlot Marquoix - Îlots Niçois - Îlot Salade - Middle Row Island - Nobby Rock - North Row Island - Petit Mentor - Petit Mentor Endans - Petits ÎIots - Pink Rock - South Row Island - Table Ronde |